# 表×裏ガール
　『表×裏ガール』　(おもてうらガール）は、大詩りえによる日本の漫画作品。

## あらすじ
藤宮由梨子は、 クラスメイトからいろいろ頼り（パシリ）にされている学級委員長。しかし、家に帰ると学校で見せていたおしとやかさからかけ離れ、
　脱いだものを散らかしたり、学校でのストレスを部屋中ぶちまけていた！
そう、由梨子の委員長キャラは表ヅラ、本当はガサツで超面倒くさがり女だったのだ！
そんな時、クラスの人気者の小谷から、
「委員長ってさ、表ヅラ作ってない･･･？」と指摘され、由梨子はショックを受ける。
由梨子は、表裏がある自分が嫌になりこう願った。
　　―――裏のあたしなんかもう要らねーよ....。
翌朝、由梨子が目覚めるとそこには、もう一人の自分がいて・・・・！？
　

## 登場人物
藤宮　由莉子（ふじみや　ゆりこ）
本作品の主人公。中学2年生。学級委員長をやっている。クラスからは『天使』と呼ばれるほど、頭の良く優しい優等生。
しかしそれは表ヅラであり、家に帰れば、服は散らかし『めんどくさい』の奇声を発し、言葉の使い方はよもや、学校での姿とは思えない豹変を見せる。
由莉子の苦手な男子はクラスの人気者、小谷くん。学校では良く振舞うも心の中では悪魔の囁き連発。
ある朝起きると、自分の裏のジブンがそこにいて....。
小谷　（こたに）
由梨子が対抗意識を持っている男子クラスメイト。クラスの人気者で勘が鋭く、由梨子の本音をズバリ言い当てたりする。
結果的には両思いになる。